# Tre sange
Tre sange is een verzameling van drie liederen van Eyvind Alnæs. Alnæs verzorgde een toonzetting onder drie gedichten van drie verschillende schrijvers. Het opus bevat in Regn een in Noorwegen nog steeds populair lied. De bundel verscheen waarschijnlijk postuum in 1934 en draagt het hoogste opusnummer in Alnæs' oeuvre.
De vier liederen zijn:
1. Enerbusken ; tekst van Knut Hamsun
2. Vort sprog (ook wel Vårt sprog) ; tekst van Nils Collett Vogt
3. Regn (Impromptu); tekst van Sigbjørn Obstfelder